# Sangue gitano (film 1937)
Sangue gitano (Wings of the Morning ) è un film del 1937, diretto da Harold D. Schuster e da Glenn Tryon (non accreditato).

## Trama
Nel 1890, Maria, una giovane zingara, sposa un nobile irlandese contro il parere della sua famiglia. Quando il giovane duca muore, cadendo da cavallo, la vedova torna nel sud perché una cartomante le predice tre generazioni di disgrazie a causa del suo matrimonio misto.
Cinquant'anni dopo, la pronipote di Maria, che porta il suo stesso nome, diventata duchessa di Leyra, è fidanzata con Don Diego, duca di Montréal. Quando scoppia la guerra civile spagnola, le due Marie fuggono dalla Spagna, con la giovane travestita da ragazzo. Rifugiate a Destiny Bay, la vecchia Maria cede il suo cavallo, Wings of the Morning, al canadese Kerry Gilfallen senza conoscere il vero valore di quello che è un purosangue da corsa
Quando Maria scopre il proprio errore, cerca di riprendere il cavallo che, però, fugge via. La giovane Maria, ancora vestita da ragazzo, insieme a Kerry, ritrovano il purosangue in mezzo a una fitta nebbia che copre le scogliere. Kerry insiste per passare la notte lì per evitare i pericoli del buio. La mattina seguente, Kerry si rende conto che il ragazzo in effetti è una giovane donna.
Il canadese, innamorato di Maria, diventa l'allenatore di Wind per il derby di Epsom Downs. Dalla Spagna, però, arriva Don Diego. Scoperto che Maria è già fidanzata, Kerry decide, subito dopo la corsa, di tornare in Canada.
La vecchia Maria, in punto di morte, vuole che il premio della gara sia la dote della pronipote. Ma nascono delle obiezioni sul vincitore e Maria, scoperto l'interesse di Diego per il suo denaro, lo manda via. Alla fine, Wings viene dichiarato vincitore: Maria corre per richiamare Kerry, gettandosi a nuoto in mare per riportarlo indietro e dichiarando di essere pronta a sposarlo.

## Produzione
Il film fu prodotto da Robert Kane per la New World Pictures Ltd. Primo film inglese girato in Technicolor

## Distribuzione
Distribuito dalla Twentieth Century Fox Film Corporation, il film uscì nelle sale cinematografiche britanniche nel gennaio 1937. Negli Stati Uniti, fu distribuito l'11 marzo 1937.